# Bruno Pujol Navarro
Bruno Pujol Navarro (* 27. August 2001 in Barcelona) ist ein spanischer Tennisspieler.

## Karriere
Pujol Navarro spielte kaum Matches auf der ITF Junior Tour.
Bei den Profis spielte er 2017 sein erstes Turnier. Im Einzel schaffte er in den ersten Jahren auf der drittklassigen ITF Future Tour zweimal den Einzug in ein Endspiel, erreichte Rang 712, geht seit 2025 aber vorrangig im Doppel an den Start. 2022 gewann er im Doppel die ersten zwei Future-Titel und beendete das Jahr auf Rang 540 der Tennisweltrangliste. Mit fünf Titeln 2024 und zwei weiteren Anfang 2025 kletterte er weiter nach oben. Im Juni 2025 gewann er in Troyes an der Seite von Mario Mansilla Díez seinen ersten Titel auf der ATP Challenger Tour, auf der er 2025 erstmals regelmäßig an den Start ging. In der Weltrangliste stieg er bis auf Platz 208, seinen neuen Bestwert.

## Erfolge
| Legende (Anzahl der Siege) |
| Grand Slam                 |
| ATP Finals                 |
| ATP Tour Masters 1000      |
| ATP Tour 500               |
| ATP Tour 250               |
| ATP Challenger Tour (1)    |

### Doppel

#### Turniersiege
| Nr. | Datum        | Turnier | Belag | Partner             | Finalgegner           | Ergebnis   |
| --- | ------------ | ------- | ----- | ------------------- | --------------------- | ---------- |
| 1.  | 6. Juli 2025 | Troyes  | Sand  | Mario Mansilla Díez | David Poljak Tim Rühl | 7:63, 7:62 |